# Yacimiento arqueológico de Hijovejo
El yacimiento arqueológico de Hijovejo se sitúa en la localidad de Quintana de la Serena (Provincia de Badajoz, España).
En la comarca por la que discurre el río Ortiga se ubican unos treinta y dos recintos tipo torre, formando una retícula de control de los pasos naturales que permiten el acceso a las zonas del interior desde el norte cordobés, incluyendo los vados del río Zújar. Todos ellos se erigen en llano o, en todo caso, sobre diminutas lomas o berrocales. 
El conjunto pertenece a un monumento de transición a la plena romanización de la Serena (finales del siglo II a. C. hasta finales del siglo I), aportando materiales de Hierro II junto a otros iberorromanos o plenamente romanos. 
Estructuralmente, Hijovejo responde al modelo de recinto-torre, planta regular, con recinto concéntrico exterior. Su alzado consta de aparejos ciclópeos en los zócalos, siendo el resto del alzado (que no se conserva), de tapial y adobe. Tampoco se conservan las cubiertas que posiblemente consistieron en un sistema de vigas de madera que soportarían un sencillo enramado. 
Su interior se segmenta en pequeños habitáculos para la vigilancia y almacenamiento. Todas las estancias se adosan a la cara interna de la muralla, se abren a un área de tránsito en la que lo hallado apunta a que en ésta existiese un sistema de comunicaciones basado en el fuego. Por tanto, es posible que este recinto tuviera una funcionalidad ambivalente: almacén y, a la par, torre de señales. 
En el exterior existe una gran construcción en forma de rampa, de la que actualmente no puede especificarse su función. A la estructura original de la torre se adosa con posterioridad una explotación agrícola romana. 
Hijovejo es el más espectacular y mejor conservado de todos los recintos-torre, con posibilidades de poder ser restituido en una porción considerable de su alzado. Por otra parte, es un yacimiento óptimamente comunicado, frontero a una carretera comarcal, desde la cual se ven perfectamente las estructuras, y a escasos kilómetros de Quintana de la Serena. 
Amenazado de forma directa e indirecta por un proceso de urbanización descontrolado de casas de campo de recreo, el yacimiento puede verse abocado a ser utilizado como agente de disfrute sociocultural, cuando no a ser degradado progresivamente hasta su destrucción. 
Su singularidad y las posibilidades que ofrece este yacimiento para explicar el proceso romanizador de la Serena y la pervivencia de las viejas rutas naturales hacia el cambio de era, como también para imbricarlo en una ruta cultural con base arqueológica que comienza a perfilarse: Hornachos (castillo/pinturas esquemáticas), Zalamea (castillo y dystilo sepulcral), santuario orientalizante de Cancho Roano, Magacela (fortaleza y pinturas esquemáticas/dolmen), Campanario (conjunto sacro-funerario orientalizante), Medellín (castillo y teatro romano), Don Benito (villa romana de la «Majona»), que muestra la gran riqueza protohistórica e histórica de la comarca. 

## Centro de Interpretación de Hijovejo
El centro de interpretación se encuentra en el mismo edificio que el Museo del Granito en la antigua posada de Quintana de la Serena, perteneciendo junto con el museo a la red de Museos de Identidad de Extremadura.  